# Трудолюбовка (Воронежская область)
Трудолю́бовка — село в Новоусманском районе Воронежской области.
Входит в состав Нижнекатуховского сельского поселения.

## Население
| 1859 | 1897  | 2005 | 2008 | 2010 |
| ---- | ----- | ---- | ---- | ---- |
| 623  | ↗1554 | ↘178 | ↘123 | ↘101 |

## Улицы
| - ул. Набережная, - ул. Патриотов, | - ул. Садовая, - ул. Свободы. |